# Station Caergwrle
Caergwrle is een spoorwegstation van National Rail in Flintshire in Wales. Het station is eigendom van Network Rail en wordt beheerd door Transport for Wales. Het station is een request stop, waar treinen alleen stoppen op verzoek.